# إميليو ديل جوديس
إميليو ديل جوديس (بالإيطالية: Emilio Del Giudice)‏ (1940 – 2014 م) هو فيزيائي من إيطاليا. ولد في نابولي.
توفي في ميلانو، عن عمر ناهز 74 عاماً.